# Homeoterm
Homeoterme sunt acele organisme ce își păstrează temperatura internă constantă, indiferent de variațiile termice externe.
Păsările sunt animale homeoterme. Au forma aerodinamică și corpul format din cap, trunchi terminat cu coadă, membre posterioare (picioare) și membre anterioare (aripi). Au oasele subțiri pline cu aer (pneumatice) și respira prin plămâni . 
Mamiferele sunt și ele homeoterme. Majoritatea lor nasc pui vii pe care îi hrănesc cu lapte și au corpul acoperit cu blană.
La păsări apare encefalul ce contribuie la apariția și dezvoltarea reflexelor condiționate. 